# Huimilpan
Huimilpan là một đô thị thuộc bang Querétaro, México. Năm 2005, dân số của đô thị này là 32728 người.